# آتشکده (فیروزآباد)
روستای آتشکده از توابع بخش مرکزی شهرستان فیروزآباد در ۹۵ کیلومتری شیراز واقع شده‌است. قلعه دختر، آتشکده ساسانی، نقش تاجگذاری و شهر گوراز دیگر جاذبه‌های گردشگری این روستا به‌شمار می‌آید.